# Evocación
Evocación (del latín evocare, "convocar o llamar") es el acto de llamamiento de comparecencia hacia una entidad como un espíritu, un demonio, un dios o cualquier otra de carácter sobrenatural. La evocación pretende "hacer aparecer visualmente" a la entidad evocada o conjurada.
El mago exige directamente a la entidad el cumplimiento de sus deseos (dentro de la 'legitimidad' del ritual), ya sea mediante amenazas o ruegos. El primer objetivo de un mago cuando realiza la evocación es tratar de conseguir que la entidad le revele sus atributos (poderes) así como sus trazos (signos), ya que así en lo sucesivo, puede conseguir los mismos propósitos recurriendo exclusivamente a la invocación.

## En la tradición mistérica occidental

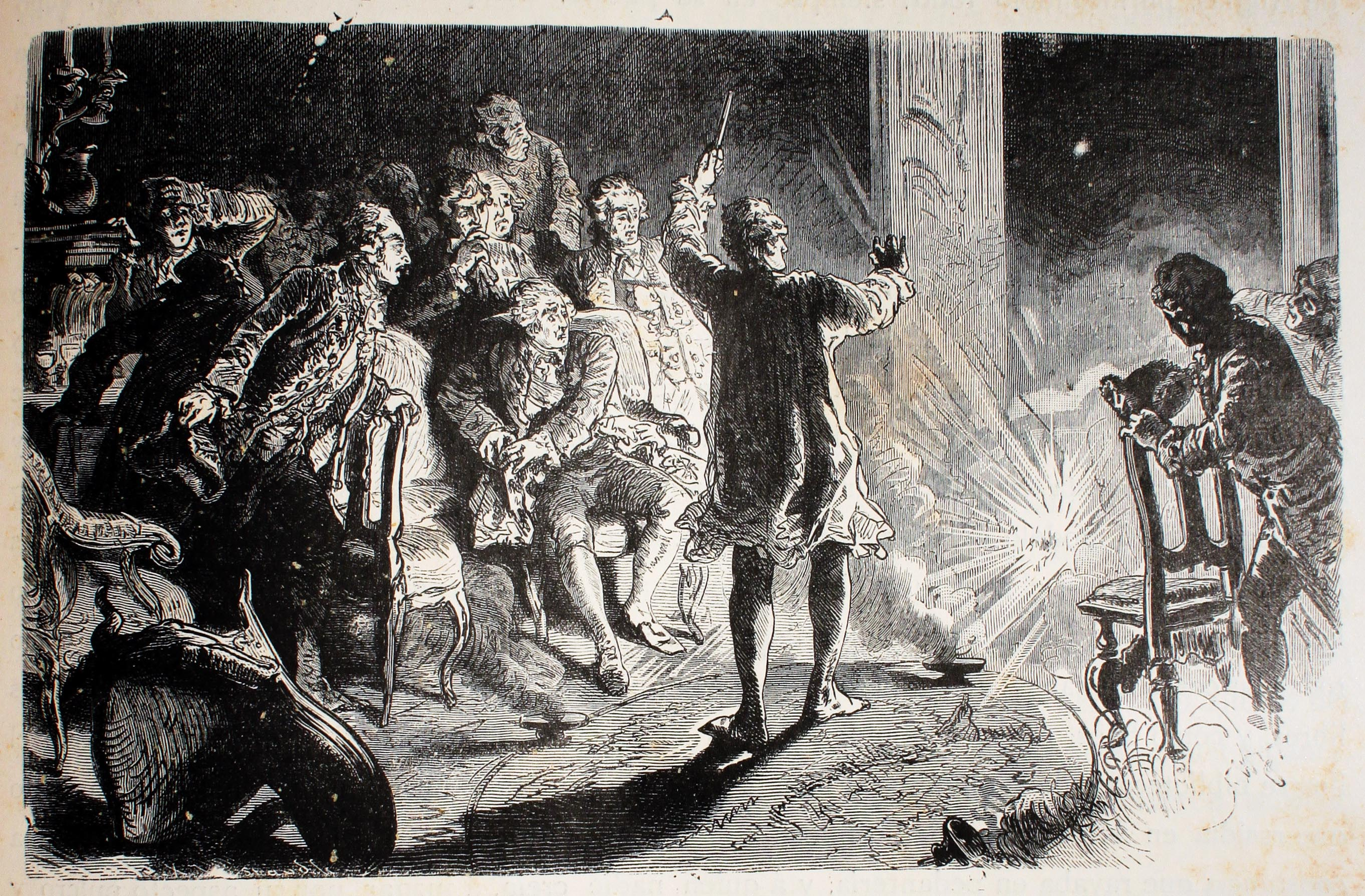
"Evocación de los espíritus en Dresde por Cagliostro"

La palabra latina evocatio, en la religión de la Antigua Roma, designaba a un ritual especial por el que se "convocaba" a la divinidad tutelar de una ciudad enemiga para que desviase sus favores al bando romano, habitualmente con la promesa de ofrecerla un culto mejor dotado o un templo más lujoso.  De esta manera, la evocatio era un tipo de ritual que podría servir para atenuar el saqueo de imágenes y objetos sagrados, que de otra manera serían objeto de sacrilegio.
La llamada a los espíritus fue una práctica relativamente común en el neoplatonismo, teurgia y otros sistemas esotéricos de la antigüedad. En el esoterismo occidental contemporáneo, la magia de los libros grimorios es visto frecuentemente como ejemplo clásico de esta idea. 

## En otras creencias
La evocación, como arte mágico de convocar a espíritus, ángeles o demonios para atraer la inspiración espiritual, cumplir las órdenes del mago o proporcionar información está presente en muchas culturas que creen en los espíritus, como es el caso de las tradiciones chamánicas. También existen prácticas comparables en muchas religiones y tradiciones mágicas, pudiendo emplearse el uso de pharmakeia, con y sin pronunciamiento de fórmulas de palabras. Tanto el taoísmo, como el sintoísmo, espiritismo o las religiones afroamericanas (Santería, Umbanda, etc.), tienen sistemas especiales de evocación.